# Cavallerleone
Cavallerleone (Cavalion in piemontese) è un comune italiano di 674 abitanti della provincia di Cuneo in Piemonte.

## Geografia fisica
Il territorio di Cavallerleone si trova nella pianura alluvionale del Po; completamente pianeggiante, la sua quota è compresa tra 260 e 279 m s.l.m.. Il territorio è attraversato dal torrente Maira e dai suoi affluenti Rio Freddo e Rio Caldo. Il terreno è prevalentemente destinato ad uso agricolo, con un'area artigianale.

## Storia
Il nome sembra derivare dal termine latino caballarium, che indicava un allevamento di cavalli, e dal nome proprio Leone - probabilmente il proprietario originale del fondo. L'etimologia sarebbe dunque la stessa della vicina Cavallermaggiore; è possibile che in origine i due comuni moderni fossero parte dello stesso territorio. Con il nome di Cavalario Leone compare per la prima volta nel 1184 in una bolla papale, ma è probabile che la fondazione risalga almeno all'XI secolo.
Tra XII e XIV secolo Cavallerleone fu conteso dai marchesi di Saluzzo, Busca e Savigliano, fino ad arrivare a far parte in modo stabile del marchesato di Saluzzo a fine XIII secolo. Il territorio fu feudo della famiglia Nucetto a partire dal XIV secolo; i Nucetto, inizialmente vassalli del marchese di Saluzzo, si sottomisero in seguito ai Savoia-Acaja, portando Cavallerleone tra i loro possedimenti.
Nel 1407 i Nucetto concessero a Cavallerleone diverse franchigie e privilegi; questo avvenimento è considerato l'atto di nascita del comune di Cavallerleone.
Nei secoli a seguire diverse famiglie affiancarono i Nucetto nella giurisdizione del territorio, tra cui i Balbo, i Cacherano, i Filippone (con titolo di conti), i Richelmy, i Bercerà, i Ceva di Noceto, i Savoia Marchesi di Racconigi, tutti investiti di parte della signoria di Cavallerleone.
Nel 1762 la frammentazione feudale cessò, ed il territorio fu assegnato a Luigi di Savoia, principe di Carignano, fino alla fine del feudalesimo nel Regno di Sardegna (1775). Dopo la parentesi rivoluzionaria Cavallerleone tornò ad essere Comune nel nuovo ordinamento del Regno di Sardegna, ed a seguire nell'Italia unita.

### Simboli
Stemma
Lo storico stemma fu concesso alla Comunità di Cavallerleone il 15 maggio 1676 dalla "Madama Reale" Maria Giovanna Battista di Savoia-Nemours, madre del duca Vittorio Amedeo II, quale reggente per il figlio. Nell'atto di concessione originale conservato presso l'archivio comunale il bozzetto è accompagnato dalla descrizione: «Uno Scudo Ovale cartocchiato a beneplacito di sangue ad un huomo armato d'argento a cavallo sopra un Leone d'oro, armato e contornato di sabbia.» Si tratta di un'arma parlante dove le figure del cavaliere e del leone fanno riferimento al nome della Comunità. 
Gonfalone
Il gonfalone è stato concesso con decreto del presidente della Repubblica del 3 marzo 1998.

## Monumenti e luoghi d'interesse
- Chiesa San Giovanni Battista e San Giuseppe lavoratore
- Castello, necessitante di interventi di ristrutturazione e recupero
- Palazzo Balbo-Ferrero (secolo XVI)

## Società

### Evoluzione demografica
Abitanti censiti

### Etnie e minoranze straniere
Secondo i dati Istat al 31 dicembre 2017, i cittadini stranieri residenti a Cavallerleone sono 103, così suddivisi per nazionalità, elencando per le presenze più significative:
1. Romania, 26
2. India, 20

## Cultura

### Ricorrenze
- 9 agosto, san Romano, storico patrono del paese (non viene però organizzata alcuna manifestazione in questa ricorrenza)
- 1º maggio, festa patronale di San Giuseppe Lavoratore (a cui è dedicata la chiesa omonima, ovvero la chiesa di San Giovanni Battista e San Giuseppe lavoratore, sede della confraternita di San Giuseppe). Vengono in questa occasione organizzate alcune manifestazioni, prevalentemente la "festa della birra" e diverse serate di ballo liscio.

### Feste e fiere
Festa patronale di san Giuseppe, 1º maggio.

## Economia
Tradizionalmente l'economia del piccolo paese è basata sull'agricoltura. 
Negli ultimi decenni, tuttavia, si è registrato un notevole sviluppo dell'artigianato. La piccola imprenditoria sta, in questi anni, colonizzando la zona artigianale situata al di là del fiume Maira, nella località detta "Pedaggera".

## Amministrazione
| Periodo        | Periodo        | Primo cittadino      | Partito      | Carica  | Note   |
| -------------- | -------------- | -------------------- | ------------ | ------- | ------ |
| 14 giugno 1999 | 14 giugno 2004 | Giovanni Bongiovanni | Indipendente | Sindaco | [ 15 ] |
| 14 giugno 2004 | 8 giugno 2009  | Giovanni Bongiovanni | Lista civica | Sindaco | [ 16 ] |
| 8 giugno 2009  | 26 maggio 2014 | Gianpiero Giacosa    | Lista civica | Sindaco | [ 17 ] |
| 26 maggio 2014 | 26 maggio 2019 | Giovanni Bongiovanni | Lista civica | Sindaco | [ 18 ] |

## Infrastrutture e trasporti
Fra il 1886 e il 1959 la località era servita da una stazione ferroviaria, situata in località Comba, a circa 2 chilometri dal paese, posta lungo la ferrovia Moretta-Cavallermaggiore.

## Galleria d'immagini

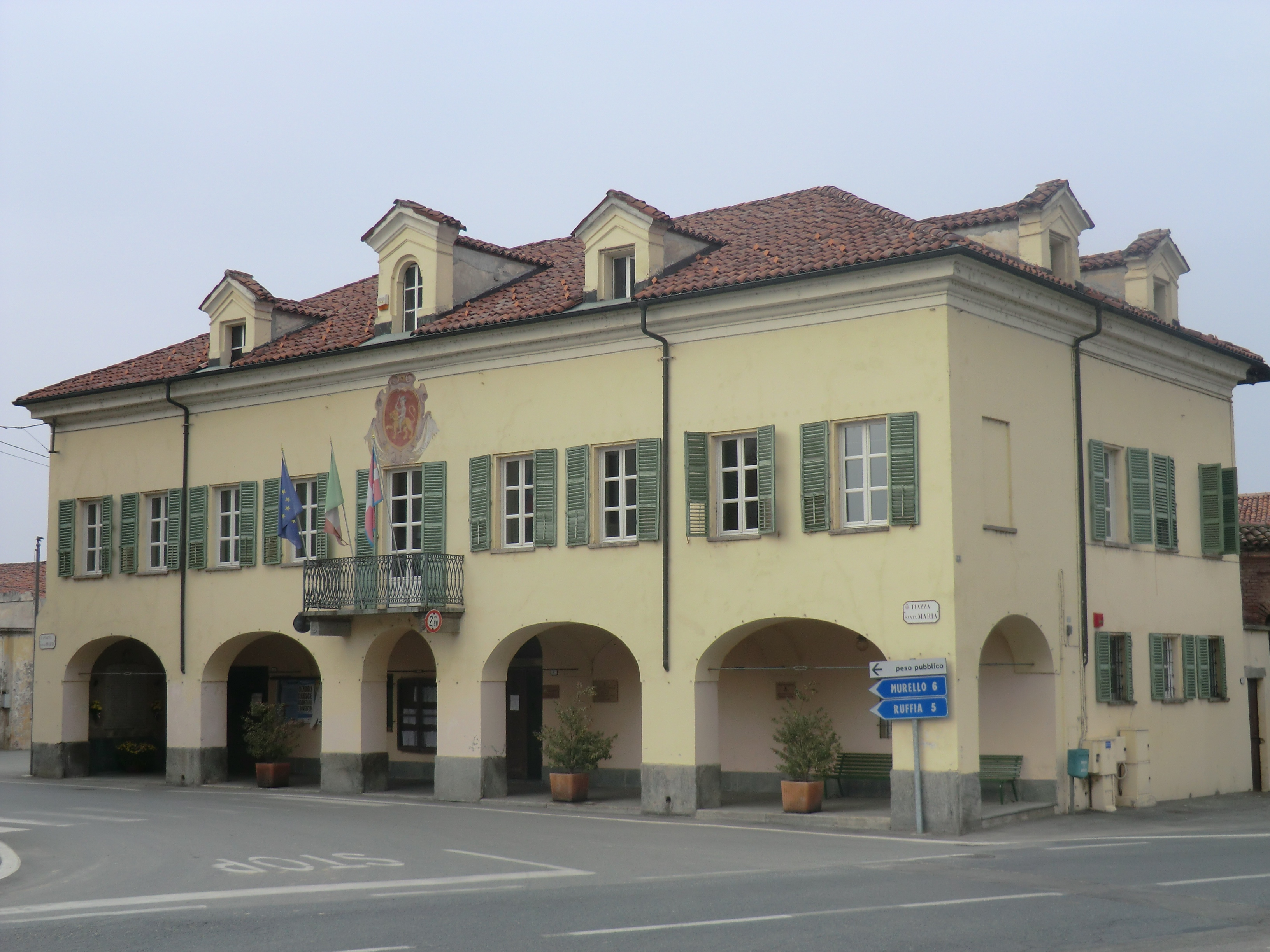
Municipio
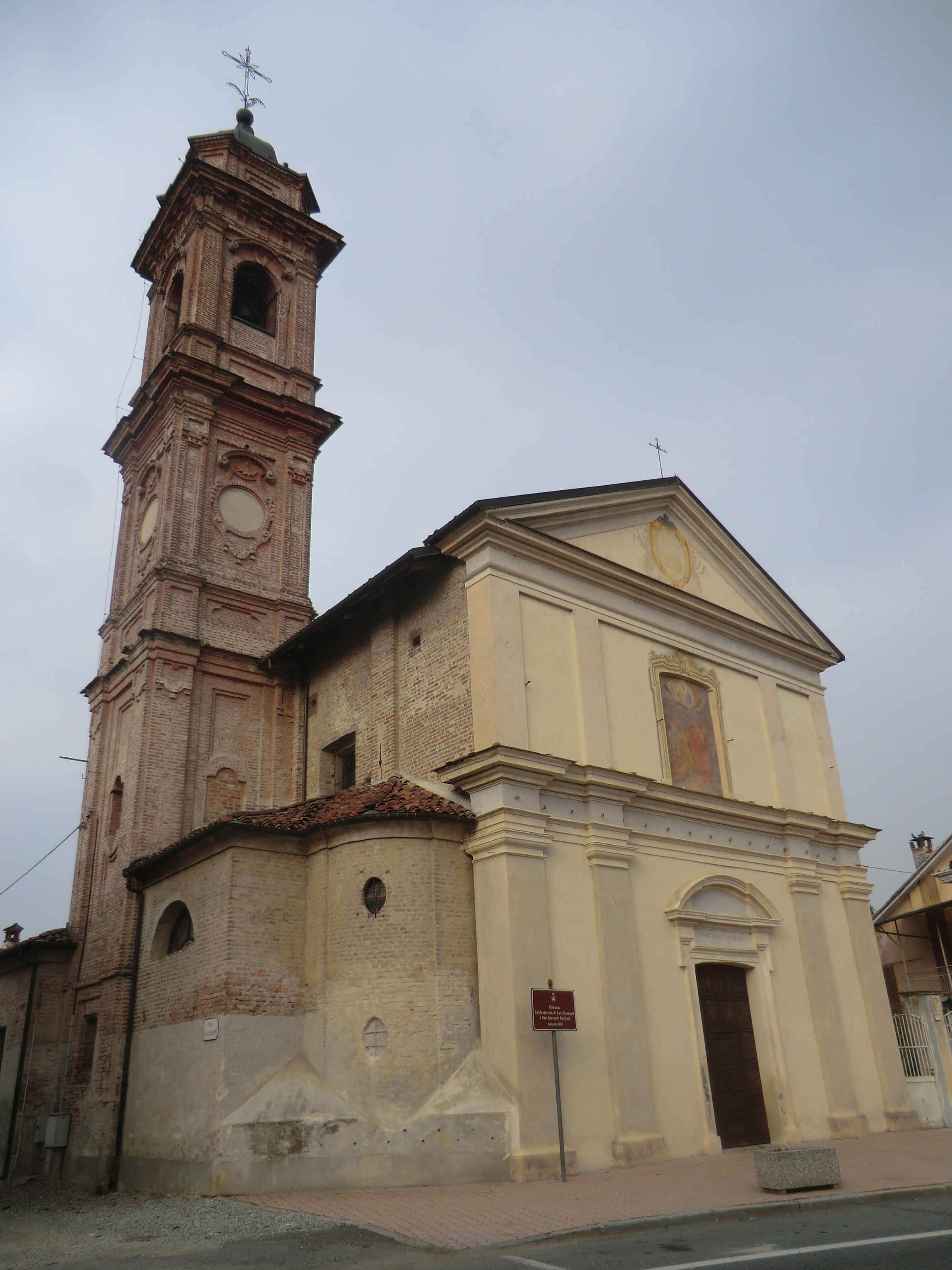
Chiesa confraternita San Giuseppe e San Giovanni Battista
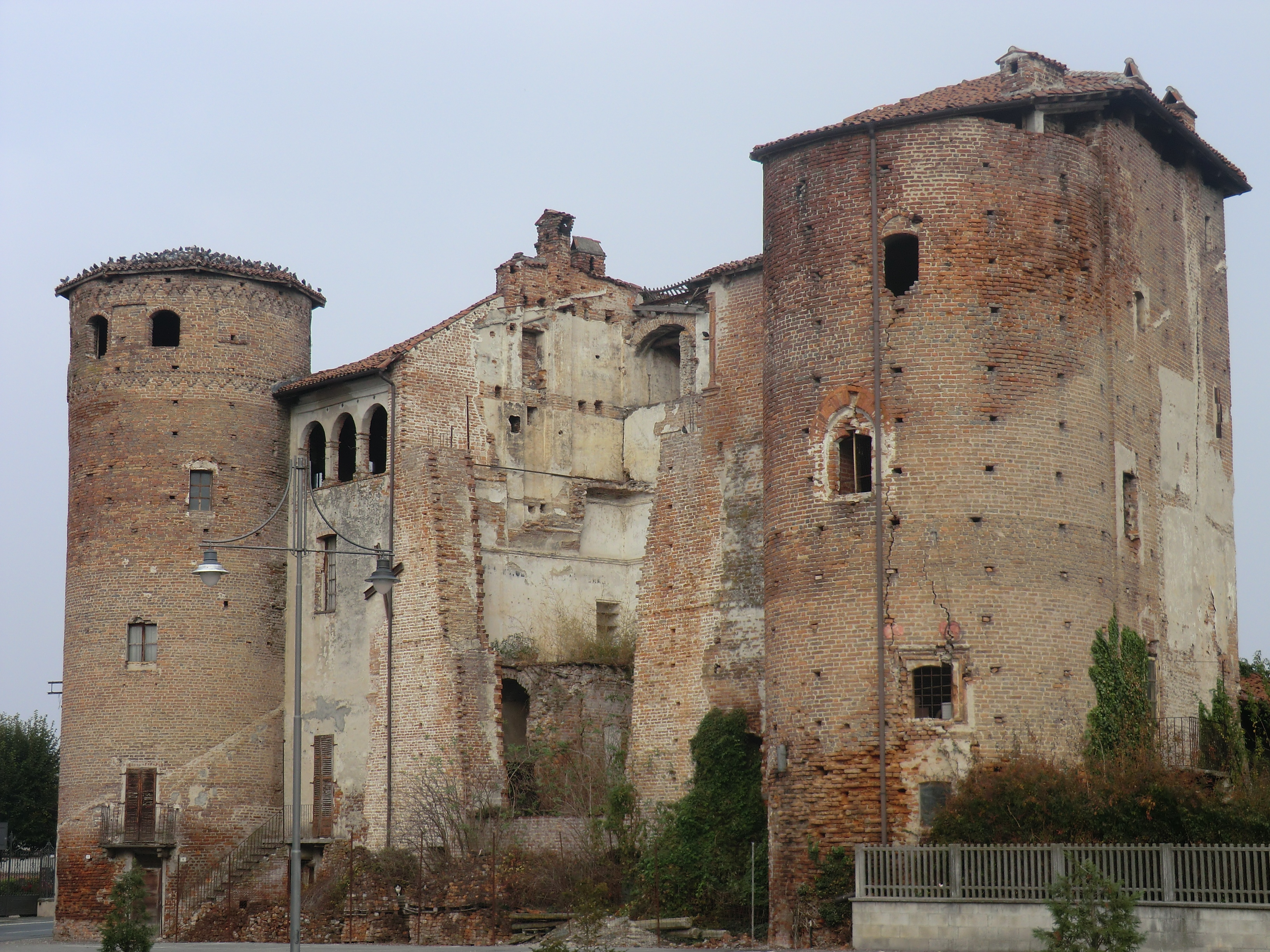
Castello
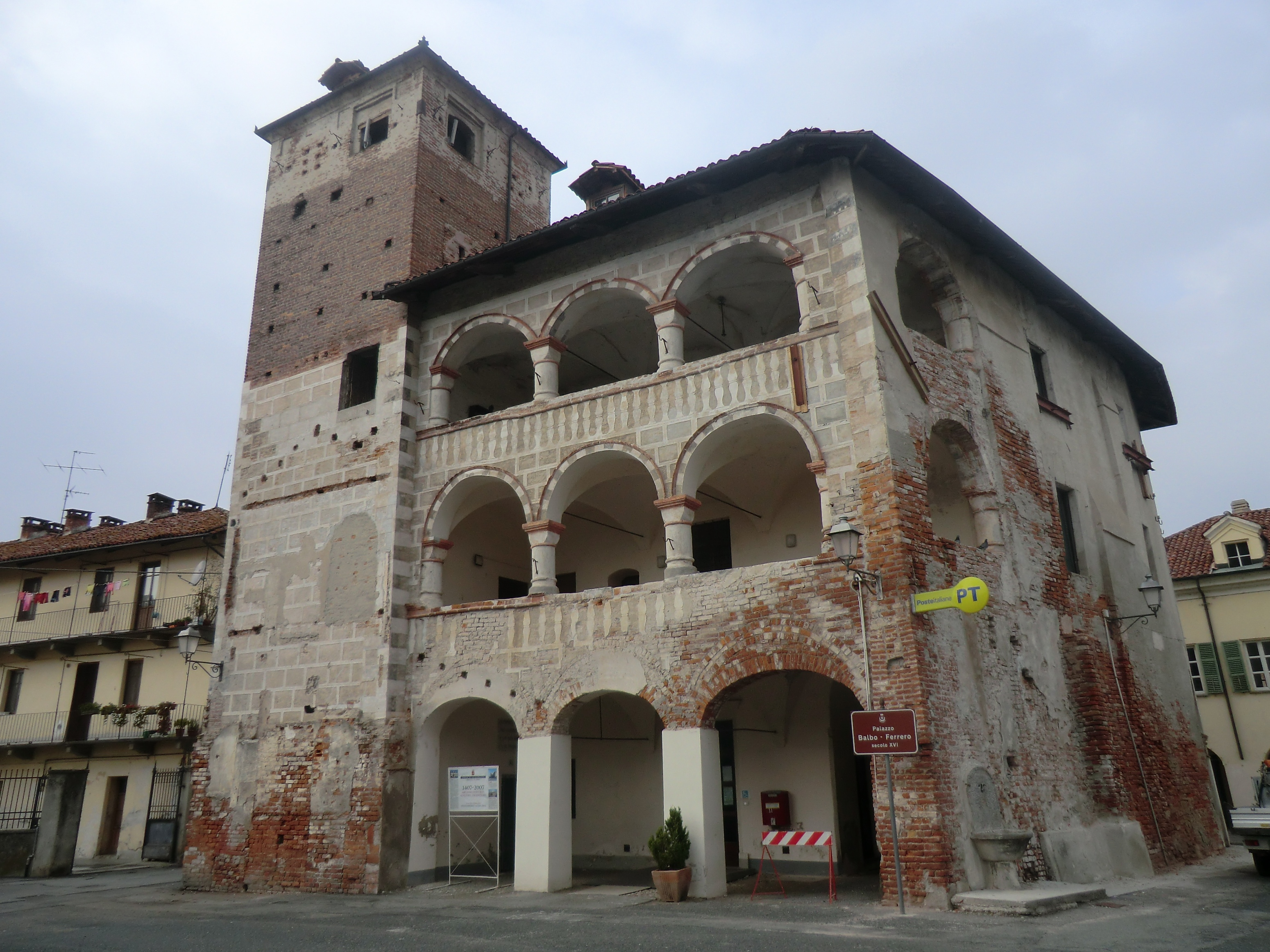
Palazzo Balbo-Ferrero
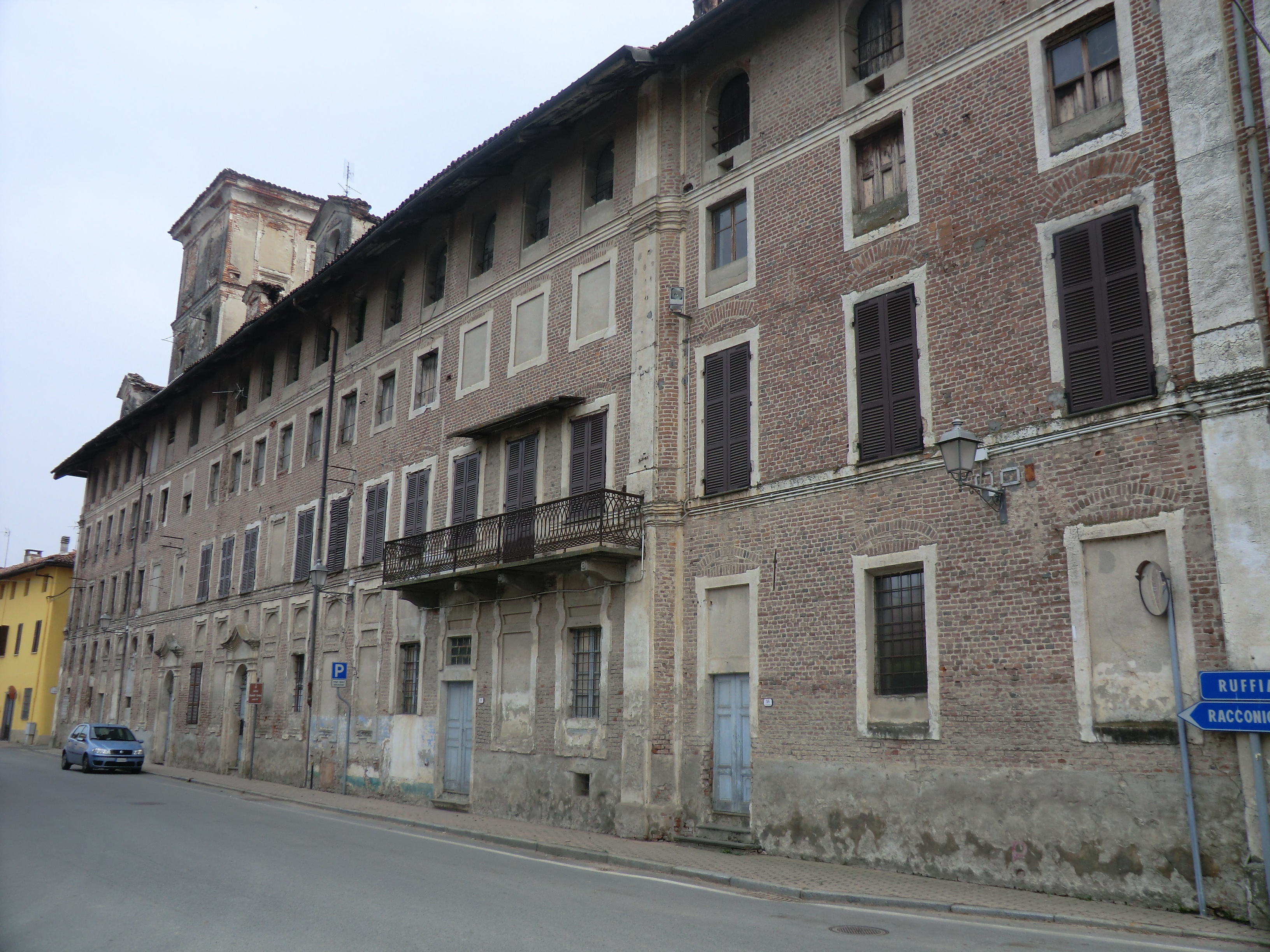
Setificio Gioanetti-Ceriana